# 31922 Alsharif
31922 Alsharif è un asteroide della fascia principale. Scoperto nel 2000, presenta un'orbita caratterizzata da un semiasse maggiore pari a 2,2560988 UA e da un'eccentricità di 0,1385954, inclinata di 4,65933° rispetto all'eclittica.